# Euphorbia jolkinii
Euphorbia jolkinii es una especie fanerógama perteneciente a la familia de las euforbiáceas.  Es originaria de  Asia.

## Descripción
Son hierbas, perennes, que alcanzan un tamaño de 40-80 cm de altura. Cilíndrico portainjerto, de hasta 25 cm × 6-15 mm. Los tallos solos, a veces ramificados, basales, de 5-9 mm de espesor, superior  ramificado, glabro o pubescente muy escasamente. Hojas alternas; con estípulas ausentes; pecíolo ausente o casi; lámina de la hoja-ovadas oblonga, oval-elípticas o elípticas, de 1-4 x 0,3-0,7 cm, en el envés de color verde claro, gris claro cuando se seca, especialmente cuando son jóvenes, el haz verde, atenuada la base, cuneiforme, o subtruncada, margen entero. Inflorescencia terminal, a menudo compuesta, pseudumbela, a veces con cimas subterminales o pequeños pseudumbelas; hojas involucrales primarias   5-8, amarillo, ovado-elípticos. Pedúnculo de fructificación de 4-6 mm; cápsula globosa, de 5.5 × 5.5 mm, densamente largo tuberculada, base de comprimido, ápice agudo. Semillas elipsoidales, de 3 x 2 mm, de color marrón claro, brillante; carúncula trigona-peltada, sésil. Fl. y fr. mar-jul.

## Distribución
Se encuentra en las laderas de las montañas, bosques abiertos; a una altitud de 200-3000 metros en Sichuan, Taiwán, Yunnan en China y en Japón, Corea.

## Usos
La raíz se utiliza con fines medicinales.

## Taxonomía
Euphorbia jolkinii fue descrita por Pierre Edmond Boissier y publicado en Centuria Euphorbiarum 32. 1860.
Etimología
Euphorbia: nombre genérico que deriva del médico griego del rey Juba II de Mauritania (52 a 50 a. C. - 23), Euphorbus, en su honor – o en alusión a su gran vientre –  ya que usaba médicamente Euphorbia resinifera. En 1753 Carlos Linneo asignó el nombre a todo el género.
jolkinii: epíteto otorgado  en honor de Peter Jolkin, oficial naval ruso que viajó a Japón en 1854, recolectando numerosas plantas.
Sinonimia
- Dichrophyllum jolkinii (Boiss.) F.C.Ho
- Euphorbia calonesiaca Croizat
- Euphorbia formosana Hayata
- Euphorbia japonica Siebold ex Boiss.
- Euphorbia jolkinii f. insularis (Hurus.) Oudejans
- Euphorbia nematocypha Hand.-Mazz.
- Euphorbia nematocypha var. induta Hand.-Mazz.
- Euphorbia regina H.Lév.
- Euphorbia shouanensis H.Keng
- Galarhoeus calonesiacus (Croizat) H.Hara
- Galarhoeus formosana var. hayatae Hurus.
- Galarhoeus formosanus (Hayata) H.Hara
- Galarhoeus formosanus (Hayata) Hurus.
- Galarhoeus formosanus var. hayatae Hurus.
- Galarhoeus jolkinii (Boiss.) H.Hara
- Galarhoeus jolkinii f. insularis Hurus.
- Galarhoeus nematocypha (Hand.-Mazz.) Hurus.
- Galarhoeus shouanensis (H.Keng) Hurus.
- Galarhoeus shouanensis (H. Keng) Keng
- Tithymalus jolkinii (Boiss.) H.Hara
- Tithymalus shouanensis (H.Keng) S.S.Ying[6][7]